# Меро, София
София Фридерика Меро (нем. Sophie Friederike Mereau; урожд. Шубарт (Schubart); во втором браке Брентано (Brentano); 27 марта 1770, Альтенбург — 31 октября 1806, Гейдельберг) — немецкая писательница и поэтесса, представительница романтизма.

## Биография
София Шубарт родилась в буржуазной семье и для женщины своего происхождения и времени получила очень хорошее образование. Несмотря на свои предубеждения в отношении брака, в 1793 году по причинам экономического характера она вышла замуж за профессора юриспруденции из Йены Карла Меро. В браке у них родились сын Густав и дочь Гульда. Меро проживали в Йене, где благодаря своему мужу София познакомилась с Фридрихом Шиллером. Шиллер оценил поэтический талант Софии Меро, покровительствовал ей, публиковал её произведения в журнале, давал ей рекомендации по вопросам эстетического вкуса и выбора жанра. Лирика Меро соответствует представлениям Шиллера о природной поэзии. В своей поэзии София Меро следует шиллеровской заповеди символизации. Для Софии Шиллер был значимым человеком, которому она доверяла. Меро и Шиллер были похожи своим стремлением к свободе. София Меро опубликовала несколько рассказов, эссе, стихи и два романа. Несколько произведений природной и пейзажной лирики Меро были положены на музыку Цельтером, Бетховеном, Рейхардтом. Меро также издавала несколько альманахов и журнал «Калатиск». Она работала над переводами и литературной обработкой текстов на французском, английском и итальянском языках.
Успешная писательница, София Меро была несчастна в браке. Она хотела жить в соответствии со своими романтическими идеалами, в любви и свободе. У неё было несколько любовных романов, в том числе с Фридрихом Шлегелем и Клеменсом Брентано. После смерти своего 6-летнего сына Густава София Меро в 1801 году подала на развод, который считается первым разводом в герцогстве Саксен-Веймар, хотя согласно архивным документам разводы в герцогстве оформлялись и до 1800 года.
Вместе с дочерью, которую Карл Меро оставил матери, София начала новый этап своей жизни. Её литературный талант давал финансовую независимость. Забеременев от Клеменса Брентано, он вышла за него замуж в 1803 году. Супруги вместе занимались литературой и переводами. Из-за ревности Брентано София воспринимала жизнь с ним как заточение. Одной из своих подруг София писала, что совместная жизнь с Брентано — одновременно рай и ад, но преимущественно ад. В 1806 году София Меро-Брентано умерла в возрасте 36 лет после родов. Вскоре после смерти Софии Клеменс Брентано женился на 16-летней Августе Бусман.